# Jake Neighbours
Jake Neighbours (né le 29 mars 2002 à Airdrie, dans la province de l'Alberta au Canada) est un joueur professionnel canadien de hockey sur glace. Il évolue au poste d'ailier gauche.

## Biographie

### Carrière en club
Il est choisi au premier tour, en 26e position par les Blues de Saint-Louis lors du repêchage d'entrée dans la LNH 2020.

### Carrière internationale
Il représente le Canada au niveau international.

## Trophées et honneurs personnels

### LHOu
- 2020-2021 : remporte le trophée plus-moins de la LHOu (+29).

## Statistiques

### En club
| Saison     | Équipe                      | Ligue      |     | Saison régulière | Saison régulière | Saison régulière | Saison régulière | Saison régulière |   | Séries éliminatoires | Séries éliminatoires | Séries éliminatoires | Séries éliminatoires | Séries éliminatoires |
| Saison     | Équipe                      | Ligue      | PJ  | B                | A                | Pts              | Pun              | PJ               | B | A                    | Pts                  | Pun                  |                      |                      |
| 2017-2018  | Oil Kings d'Edmonton        | LHOu       | 11  | 0                | 4                | 4                | 6                | -                | - | -                    | -                    | -                    |                      |                      |
| 2018-2019  | Oil Kings d'Edmonton        | LHOu       | 47  | 11               | 13               | 24               | 25               | 16               | 4 | 8                    | 12                   | 10                   |                      |                      |
| 2019-2020  | Oil Kings d'Edmonton        | LHOu       | 64  | 23               | 47               | 70               | 39               | -                | - | -                    | -                    | -                    |                      |                      |
| 2020-2021  | Oil Kings d'Edmonton        | LHOu       | 19  | 9                | 24               | 33               | 17               | -                | - | -                    | -                    | -                    |                      |                      |
| 2021-2022  | Blues de Saint-Louis        | LNH        | 9   | 1                | 1                | 2                | 2                | -                | - | -                    | -                    | -                    |                      |                      |
| 2021-2022  | Oil Kings d'Edmonton        | LHOu       | 30  | 17               | 28               | 45               | 38               | 19               | 3 | 14                   | 17                   | 16                   |                      |                      |
| 2022-2023  | Blues de Saint-Louis        | LNH        | 43  | 6                | 4                | 10               | 24               | -                | - | -                    | -                    | -                    |                      |                      |
| 2022-2023  | Thunderbirds de Springfield | LAH        | 23  | 9                | 7                | 16               | 2                | -                | - | -                    | -                    | -                    |                      |                      |
| 2023-2024  | Blues de Saint-Louis        | LNH        | 77  | 27               | 11               | 38               | 21               | -                | - | -                    | -                    | -                    |                      |                      |
| Totaux LNH | Totaux LNH                  | Totaux LNH | 129 | 34               | 16               | 50               | 47               | -                | - | -                    | -                    | -                    |                      |                      |

### En équipe nationale
| Année | Compétition          |    | PJ | B | A | Pts | Pun | +/-           |  | Résultat |
| 2023  | Championnat du monde | 10 | 1  | 4 | 5 | 2   | +5  | Médaille d'or |  |          |